# Проспект Хіміків (Сіверськодонецьк)
Проспе́кт Хі́міків — проспект у Сіверськодонецьку, одна з центральних магістралей міста. Довжина 2 710 метрів. Починається від вулиці Пивоварова, перетинає вулиці Богдана Ліщини, Партизанську, Танкістів, Травневу, Центральний проспект, вулиці Миколи Амосова, Донецьку, Лісну, Лисичанську. Закінчується міським автовокзалом. У нього впираються вулиці Юності і Єгорова. Забудована багатоповерховими житловими будинками, крім ділянки між вулицями Донецькою і Лисичанською.
Попередні назви — вулиця Польова, потім — Проспе́кт Комсомольский.

## Історія
60-ті роки були свідками появи в Сіверськодонецьку проспекту Хіміків. Був час, коли вулиця Польова була окраїною міста. Але незабаром вона стала такою ж популярною, як і вулиця Леніна (нині бульвар Незалежності України) — і з тієї, і з іншої сєвєродончани йшли на роботу на хімкомбінат. Тому молодь активно взялася за облаштування Польової: завозили чорнозем, висаджували дерева, квіти… Наприкінці 60-х років вулицю польову перейменували на Комсомольський проспект — адже молодь вклала в цю вулицю свої сили та любов, крім того, середній вік мешканців Сіверськодонецька (тоді Сєвєродонецьк) в ту пору був «комсомольським» — 28 років. Спочатку проспект був дуже схожий на вулицю Леніна: тут теж дві смуги автомобільної дороги були розділені пішохідною алеєю. Але після відкриття в 1978 році тролейбусних маршрутів проспект розширили, і він став таким, яким є і сьогодні.
Згодом вулицю Хіміків перейменували на Пивоварова, а у 1996 році Комсомольський проспект на проспект Хіміків.

## Галерея

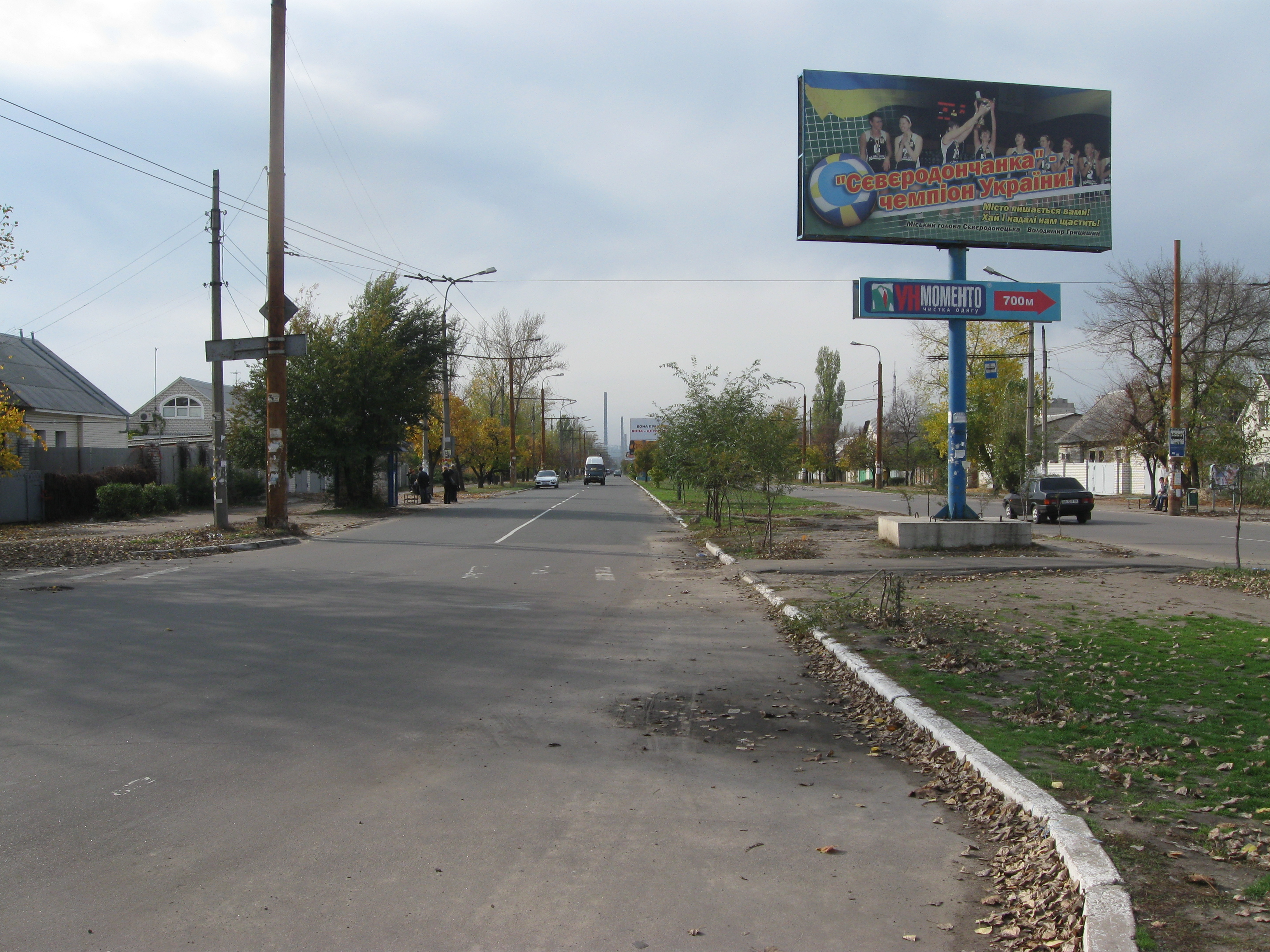
Вигляд з кінця проспекту, від автовокзалу.
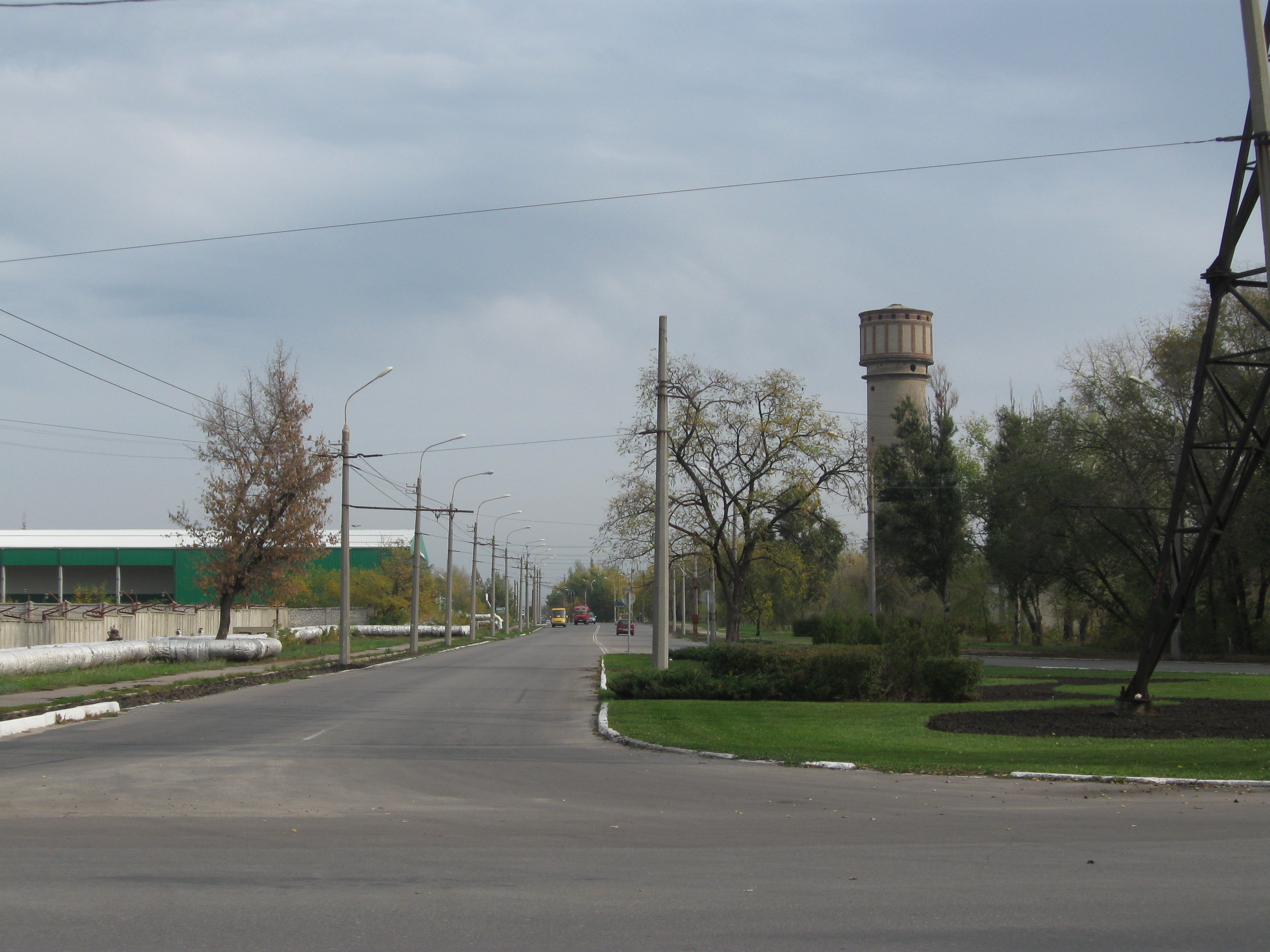
Вигляд з початку проспекту, від вулиці Пивоварова.